# Budynki sakralne w Krakowie
Budynki sakralne w Krakowie – lista zawierająca kościoły i kaplice rzymskokatolickie znajdujące się na terenie miasta Krakowa, a także świątynie innych wyznań.

## Świątynie katolickie

### Kościół rzymskokatolicki

#### Kościoły
| Nr   | Nazwa                                                                 | Zdjęcie   | Tytuł, funkcja                                                      | Nadzór klerycki        | Adres                     |
| ---- | --------------------------------------------------------------------- | --------- | ------------------------------------------------------------------- | ---------------------- | ------------------------- |
| 1.   | Kościół św. Agnieszki                                                 |           | kościół garnizonowy                                                 | –                      | ul. Dietla 30             |
| 2.   | Kościół św. Andrzeja                                                  |           | kościół klasztorny                                                  | klaryski               | ul. Grodzka 54            |
| 3.   | Kościół bł. Anieli Salawy                                             |           | kościół klasztorny; kościół parafialny                              | lazaryści              | ul. Kijowska 29           |
| 4.   | Kolegiata św. Anny                                                    |           | kolegiata akademicka; kościół parafialny                            | –                      | ul. św. Anny 13           |
| 5.   | Kościół św. Antoniego Padewskiego                                     |           | kościół parafialny                                                  | –                      | ul. Pod Strzechą 18       |
| 6.   | Kościół św. Augustyna i św. Jana Chrzciciela                          |           | kościół klasztorny, kościół parafialny                              | norbertanki            | ul. Kościuszki 88         |
| 7.   | Kościół św. Barbary                                                   |           | kościół klasztorny                                                  | jezuici                | Mały Rynek 8              |
| 8.   | Kościół św. Bartłomieja                                               |           | kościół filialny                                                    | –                      | ul. Komandosów 25A        |
| 9.   | Kościół św. Benedykta                                                 |           | kościół filialny                                                    | –                      | Wzgórze Lasoty            |
| 10.  | Kościół św. Bernardyna                                                |           | kościół klasztorny                                                  | bernardyni             | ul. Bernardyńska 2        |
| 11.  | Kościół Boskiego Zbawiciela                                           |           | kościół rektoralny                                                  | salwatorianie          | ul. św. Jacka 16          |
| 12.  | Kościół Bożego Ciała                                                  |           | bazylika mniejsza (od 2005); kościół klasztorny; kościół parafialny | kanonicy laterańscy    | ul. Bożego Ciała 26       |
| 13.  | Kościół Bożego Miłosierdzia                                           |           | bazylika mniejsza (od 2002); kościół klasztorny                     | –                      | ul. Siostry Faustyny 3    |
| 14.  | Kościół Bożego Miłosierdzia                                           |           | kościół filialny                                                    | –                      | ul. Bożego Miłosierdzia 1 |
| 15.  | Kościół Bożego Miłosierdzia                                           |           | kościół parafialny                                                  | –                      | ul. Józefa Brodowicza 1   |
| 16.  | Kościół św. Brata Alberta                                             |           | kościół parafialny                                                  | –                      | os. Dywizjonu 303 63      |
| 17.  | Kościół św. Brata Alberta                                             |           | sanktuarium; kościół klasztorny; kościół parafialny                 | albertynki             | ul. Woronicza 10          |
| 18.  | Kościół Chrystusa Króla                                               |           | kościół parafialny                                                  | jezuici                | ul. Zaskale 1             |
| 19.  | Kościół Chrystusa Króla                                               |           | kościół parafialny                                                  | –                      | al. 29 Listopada 195      |
| 20.  | Kościół Chrystusa Odkupiciela Człowieka                               |           | kościół klasztorny; kościół parafialny                              | redemptoryści          | al. Stelmachów 137        |
| 21.  | Kościół Emaus                                                         |           | kościół seminaryjny                                                 | zmartwychwstańcy       | ul. Pawlickiego 1         |
| 22.  | Kościół św. Floriana                                                  |           | bazylika mniejsza (od 1999); kościół parafialny                     | –                      | ul. Kurniki 2             |
| 23.  | Kościół św. Franciszka z Asyżu                                        |           | bazylika mniejsza (od 1920); kościół klasztorny                     | franciszkanie          | pl. Wszystkich Świętych 5 |
| 24.  | Kościół św. Franciszka Salezego                                       |           | kościół klasztorny; kościół parafialny                              | wizytki                | ul. Krowoderska 16        |
| 25.  | Kościół św. Grzegorza Wielkiego                                       |           | kościół parafialny                                                  | –                      | ul. Jeziorko 40           |
| 26.  | Kościół św. Idziego                                                   |           | kościół klasztorny; kościół filialny                                | dominikanie            | ul. Grodzka 67            |
| 27.  | Kościół św. Jacka                                                     | w budowie | –                                                                   | –                      | ul. Radzikowskiego 49     |
| 28.  | Kościół św. Jadwigi Królowej                                          |           | kościół parafialny                                                  | –                      | ul. Zagaje 42             |
| 29.  | Kościół św. Jadwigi Królowej                                          |           | kościół parafialny                                                  | –                      | ul. Łokietka 60           |
| 30.  | Kościół św. Jana Chrzciciela                                          |           | kościół parafialny                                                  | –                      | ul. Dobrego Pasterza 116  |
| 31.  | Kościół św. Jana Chrzciciela                                          |           | kościół parafialny                                                  | –                      | ul. Wańkowicza 35         |
| 32.  | Kościół św. Jana Chrzciciela i św. Jana Ewangelisty                   |           | kościół klasztorny; kościół parafialny                              | prezentki              | ul. św. Jana 7            |
| 33.  | Kościół św. Jana Kantego                                              |           | kościół parafialny                                                  | –                      | ul. Jabłonkowska 18       |
| 34.  | Kościół św. Jana Pawła II                                             |           | sanktuarium                                                         | –                      | ul. Totus Tuus 32         |
|      | Kościół św. Jana Pawła II                                             |           | w budowie                                                           | –                      | ul. Bobrzyńskiego 8       |
| 35.  | Kościół św. Józefa                                                    |           | kościół parafialny                                                  | –                      | ul. Zamoyskiego 2         |
| 36.  | Kościół św. Józefa                                                    |           | kościół klasztorny                                                  | bernardynki            | ul. Poselska 21           |
| 37.  | Kościół św. Józefa                                                    |           | kościół parafialny                                                  | –                      | os. Kalinowe 5            |
| 38.  | Kościół św. Józefa i św. Brata Alberta                                |           | kościół fillialny                                                   | –                      | ul. Dybowskiego 2b        |
| 39.  | Kościół św. Judy Tadeusza                                             |           | kościół parafialny                                                  | –                      | ul. Wężyka 6              |
| 40.  | Kościół św. Karola Boromeusza                                         |           | kościół parafialny                                                  | –                      | ul. Zdrowa 1              |
| 41.  | Kościół św. Katarzyny Aleksandryjskiej i św. Małgorzaty               |           | kościół klasztorny; kościół parafialny                              | augustianie            | ul. Augustiańska 9        |
| 42.  | Kościół św. Kazimierza Królewicza                                     |           | kościół klasztorny; kościół parafialny                              | reformaci              | ul. Reformacka 4          |
| 43.  | Kościół św. Kazimierza Królewicza                                     |           | kościół parafialny                                                  | –                      | ul. Grzegórzecka 78       |
| 44.  | Kościół św. Kazimierza                                                |           | kościół klasztorny; kościół filialny                                | benedyktyni            | ul. Podgórki Tynieckie 96 |
| 45.  | Kościół św. Kingi                                                     |           | kościół parafialny                                                  | –                      | ul. Siemomysła 37         |
| 46.  | Kościół św. Krzyża                                                    |           | kościół parafialny                                                  | –                      | pl. św. Ducha             |
| 47.  | Kościół św. Maksymiliana Marii Kolbego                                |           | kościół parafialny                                                  | –                      | os. Tysiąclecia 86        |
| 48.  | Kościół św. Maksymiliana Kolbego                                      |           | kościół parafialny                                                  | –                      | ul. Dębskiego 6b          |
| 49.  | Kościół św. Marii Magdaleny                                           |           | kościół parafialny                                                  | –                      | ul. Niebieska 56          |
| 50.  | Kościół św. Marii Magdaleny                                           |           | kościół parafialny                                                  | –                      | ul. Dożynkowa 35          |
| 51.  | Kościół św. Marka                                                     |           | kościół rektoralny                                                  | –                      | ul. św. Marka 10          |
| 52.  | Kościół Matki Boskiej Częstochowskiej i bł. Wincentego Kadłubka       |           | kościół klasztorny; kościół parafialny                              | cystersi               | os. Szklane Domy 7        |
| 53.  | Kościół Matki Boskiej Częstochowskiej                                 |           | kościół klasztorny; kościół parafialny                              | kapucyni               | ul. Korzeniaka 16         |
| 54.  | Kościół Matki Boskiej Częstochowskiej i św. Maksymiliana Kolbego      |           | kościół filialny                                                    | –                      | ul. Biwakowa 28           |
| 55.  | Kościół Matki Bożej Dobrej Rady                                       |           | kościół parafialny                                                  | –                      | ul. Prosta 35             |
| 56.  | Kościół Matki Boskiej Fatimskiej                                      |           | kościół parafialny                                                  | –                      | ul. Komandosów 18         |
| 57.  | Kościół Matki Bożej Fatimskiej                                        |           | kościół filialny                                                    | sercanie               | ul. Mały Płaszów 11a      |
| 58.  | Kościół Matki Bożej Królowej Polski                                   |           | kościół parafialny                                                  | –                      | ul. Kobierzyńska 199      |
| 59.  | Kościół Matki Bożej Królowej Polski (Arka Pana)                       |           | kościół parafialny                                                  | –                      | ul. Obrońców Krzyża 1     |
| 60.  | Kościół Matki Bożej Nieustającej Pomocy                               |           | kościół parafialny                                                  | –                      | ul. Hemara 1              |
| 61.  | Kościół Matki Boskiej Nieustającej Pomocy                             |           | kościół klasztorny; kościół parafialny                              | redemptoryści          | ul. Zamoyskiego 56        |
| 62.  | Kościół Matki Bożej Nieustającej Pomocy                               |           | kościół parafialny                                                  | –                      | ul. Księcia Józefa 176    |
| 63.  | Kościół Matki Bożej Nieustającej Pomocy                               |           | kościół parafialny                                                  | –                      | os. Bohaterów Września 33 |
| 64.  | Kościół Matki Boskiej Ostrobramskiej                                  |           | kościół klasztorny; kościół parafialny                              | pijarzy                | ul. Meissnera 20          |
| 65.  | Kościół Matki Bożej Pocieszenia                                       |           | kościół klasztorny; kościół parafialny                              | pallotyni              | ul. Bulwarowa 15a         |
| 66.  | Kościół Matki Bożej Różańcowej                                        |           | kościół parafialny                                                  | –                      | ul. Skotnicka 139a        |
| 67.  | Kościół Matki Bożej Różańcowej                                        |           | kościół parafialny                                                  | –                      | ul. Nowosądecka 41        |
| 68.  | Kościół Matki Bożej Saletyńskiej                                      |           | kościół klasztorny; kościół parafialny                              | saletyni               | ul. Cegielniana 43        |
| 69.  | Kościół Matki Boskiej Śnieżnej                                        |           | kościół klasztorny; kościół parafialny                              | dominikanki            | ul. Mikołajska 21         |
| 70.  | Kościół Matki Boskiej Wniebowziętej i św. Wacława                     |           | bazylika mniejsza (od 1970); kościół klasztorny; kościół parafialny | cystersi               | ul. Klasztorna 4          |
| 71.  | Kościół Matki Bożej Zwycięskiej                                       |           | kościół parafialny                                                  | –                      | ul. Zakopiańska 86        |
| 72.  | Kościół św. Michała Archanioła i św. Stanisława Biskupa (na Skałce)   |           | bazylika mniejsza (od 2004); kościół klasztorny; kościół parafialny | paulini                | ul. Skałeczna 15          |
| 73.  | Kościół św. Mikołaja                                                  |           | kościół parafialny                                                  | –                      | ul. Kopernika 9           |
| 74.  | Kościół św. Mikołaja z Tolentino                                      |           | kościół klasztorny; kościół rektoralny                              | augustianie            | ul. Górników 27           |
| 75.  | Kościół Miłosierdzia Bożego                                           |           | kościół parafialny                                                  | –                      | ul. Kurczaba 5            |
| 76.  | Kościół Miłosierdzia Bożego                                           |           | kościół parafialny                                                  | –                      | os. Na Wzgórzach 1a       |
| 77.  | Kościół Najświętszego Imienia Maryi                                   |           | kościół klasztorny; kościół parafialny                              | pijarzy                | ul. Dzielskiego 1         |
| 78.  | Kościół Najświętszej Maryi Panny z Lourdes                            |           | kościół klasztorny; kościół parafialny                              | lazaryści              | ul. Misjonarska 37        |
| 79.  | Kościół Najświętszej Maryi Panny Matki Kościoła                       |           | kościół parafialny                                                  | –                      | ul. Pasteura 1            |
| 80.  | Kościół Najświętszej Rodziny                                          |           | kościół parafialny                                                  | –                      | ul. Aleksandry 1          |
| 81.  | Kościół Najświętszego Salwatora                                       |           | kościół filialny                                                    | –                      | ul. bł. Bronisławy 5      |
| 82.  | Kościół Najświętszego Serca Pana Jezusa                               |           | bazylika mniejsza (od 1960); kościół klasztorny                     | jezuici                | ul. Kopernika 26          |
| 83.  | Kościół Najświętszego Serca Pana Jezusa                               |           | kościół parafialny                                                  | –                      | ul. Cechowa 144           |
| 84.  | Kościół Najświętszego Serca Pana Jezusa                               |           | kościół klasztorny; kościół parafialny                              | sercanki               | ul. Garncarska 24/26      |
| 85.  | Kościół Najświętszego Serca Pana Jezusa                               |           | kościół parafialny                                                  | –                      | ul. Ludźmierska 2         |
| 86.  | Kościół Najświętszego Serca Pana Jezusa                               |           | kościół parafialny                                                  | –                      | ul. Millana 13            |
| 87.  | Kościół Najświętszego Serca Pana Jezusa                               |           | kościół parafialny                                                  | –                      | ul. Niewielka 1a          |
| 88.  | Kościół Najświętszego Serca Pana Jezusa                               |           | kościół klasztorny; kościół parafialny                              | sercanie               | ul. Saska 2               |
| 89.  | Kościół Najświętszego Serca Pana Jezusa                               |           | kościół klasztorny; kościół parafialny                              | szarytki               | ul. Warszawska 8          |
| 90.  | Kościół Najświętszego Serca Pana Jezusa                               |           | kościół parafialny                                                  | salezjanie             | ul. Wzgórze 33            |
| 91.  | Kościół Najświętszej Maryi Panny Królowej Polski                      |           | kościół parafialny                                                  | –                      | al. Panieńskich Skał 18   |
| 92.  | Kościół Matki Bożej Wspomożenia Wiernych                              |           | kościół rektoralny                                                  | salezjanie             | ul. Tyniecka 39           |
| 93.  | Kościół Narodzenia Najświętszej Maryi Panny tzw. nowy                 |           | kościół parafialny                                                  | –                      | ul. Popiełuszki 35        |
| 94.  | Kościół Narodzenia Najświętszej Maryi Panny tzw. stary                |           | kościół filialny                                                    | –                      | ul. Popiełuszki 35        |
| 95.  | Kościół Narodzenia Pańskiego i św. Bartłomieja Apostoła               |           | kościół klasztorny; kościół filialny                                | cystersi               | ul. Klasztorna 11         |
| 96.  | Kościół Nawiedzenia Najświętszej Maryi Panny                          |           | bazylika mniejsza (od 1997); kościół klasztorny; kościół parafialny | karmelici trzewiczkowi | ul. Karmelicka 19         |
| 97.  | Kościół Nawiedzenia Najświętszej Maryi Panny                          |           | kościół parafialny                                                  | –                      | ul. Wyszyńskiego 6        |
| 98.  | Kościół Nawrócenia św. Pawła                                          |           | kościół klasztorny; kościół parafialny                              | lazaryści              | ul. Stradomska 4          |
| 99.  | Kościół Niepokalanego Poczęcia Najświętszej Maryi Panny               |           | kościół klasztorny                                                  | karmelici bosi         | ul. Rakowicka 18          |
| 100. | Kościół Niepokalanego Poczęcia Najświętszej Maryi Panny (św. Łazarza) |           | kościół parafialny; kościół szpitalny                               | –                      | ul. Kopernika 19          |
| 101. | Kościół Niepokalanego Poczęcia Najświętszej Maryi Panny               |           | kościół klasztorny; kościół parafialny                              | franciszkanie          | ul. Chełmońskiego 41      |
| 102. | Kościół Niepokalanego Serca Najświętszej Maryi Panny                  |           | kościół klasztorny; kościół parafialny                              | felicjanki             | ul. Smoleńsk 6            |
| 103. | Kościół Niepokalanego Serca Najświętszej Maryi Panny                  |           | kościół parafialny                                                  | –                      | ul. Półłanki 100          |
| 104. | Kościół Opatrzności Bożej w budowie                                   |           | kościół parafialny                                                  | –                      | ul. Kąpielowa 61          |
| 105. | Kościół Opieki św. Józefa                                             |           | kościół klasztorny; kościół parafialny                              | karmelitanki bose      | ul. Łobzowska 40          |
| 106. | Kościół Pana Jezusa Dobrego Pasterza                                  |           | kościół parafialny                                                  | –                      | ul. Dobrego Pasterza 4    |
| 107. | Kościół św. Piotra i Pawła                                            |           | kościół parafialny                                                  | –                      | ul. Grodzka 52            |
| 108. | Kościół św. Piotra i Pawła                                            |           | kościół klasztorny; kościół parafialny                              | benedyktyni            | ul. Benedyktyńska 37      |
| 109. | Kościół Podwyższenia Krzyża Świętego                                  |           | kościół parafialny                                                  | –                      | ul. Witosa 9              |
| 110. | Kościół Podwyższenia Krzyża Świętego                                  |           | kościół parafialny                                                  | –                      | ul. Wrony 104             |
| 111. | Kościół Przemienienia Pańskiego                                       |           | kościół rektoralny                                                  |                        | ul. Pijarska 2            |
| 112. | Kościół Przemienienia Pańskiego                                       |           | kościół parafialny                                                  | –                      | ul. Bogdanowskiego 14     |
| 113. | Kościół św. Rafała Kalinowskiego                                      |           | kościół parafialny                                                  | –                      | ul. Małysiaka 1           |
| 114. | Kościół św. Stanisława i św. Wacława                                  |           | katedra; bazylika mniejsza (od XVIII w.)                            | –                      | Wawel 1                   |
| 115. | Kościół św. Stanisława Biskupa i Męczennika                           |           | kościół klasztorny; kościół parafialny                              | filipini               | ul. Maciejkowa 3          |
| 116. | Kościół św. Stanisława Biskupa i Męczennika                           |           | kościół parafialny                                                  | –                      | ul. Kantorowicka 122      |
| 117. | Kościół św. Stanisława Biskupa i Męczennika                           |           | kościół parafialny                                                  | –                      | ul. Półkole 9a            |
| 118. | Kościół św. Stanisława Kostki                                         |           | kościół klasztorny; kościół parafialny                              | salezjanie             | ul. Konfederacka 6        |
| 119. | Kościół Stygmatów św. Franciszka z Asyżu                              |           | kościół klasztorny; kościół parafialny                              | reformaci              | ul. Ojcowska 1            |
| 120. | Kościół św. Szczepana                                                 |           | kościół parafialny                                                  | –                      | ul. Sienkiewicza 19       |
| 121. | Kościół św. Teresy od Jezusa i św. Jana od Krzyża                     |           | kościół klasztorny; kościół parafialny                              | karmelitanki bose      | ul. Kopernika 44          |
| 122. | Kościół św. Tomasza Apostoła                                          |           | kościół klasztorny; kościół parafialny                              | duchaczki              | ul. Szpitalna 12          |
| 123. | Kościół św. Trójcy                                                    |           | bazylika mniejsza (od 1957); kościół klasztorny; kościół parafialny | dominikanie            | ul. Stolarska 12          |
| 124. | Kościół św. Trójcy                                                    |           | kościół klasztorny; kościół filialny                                | bonifratrzy            | ul. Krakowska 48          |
| 125. | Kościół Przenajświętszej Trójcy                                       |           | kościół klasztorny                                                  | trynitarze             | ul. Łanowa 1              |
| 126. | Kościół św. Wincentego à Paulo                                        |           | kościół klasztorny; kościół parafialny                              | lazaryści              | ul. Filipa 19             |
| 127. | Kościół św. Wincentego i Narodzenia Najświętszej Maryi Panny          |           | kościół parafialny                                                  | –                      | ul. Nadbrzezie 14         |
| 128. | Kościół Wniebowzięcia Najświętszej Maryi Panny (Mariacki)             |           | bazylika mniejsza (od 1962) kościół parafialny                      | –                      | pl. Mariacki 5            |
| 129. | Kościół Wniebowzięcia Najświętszej Maryi Panny                        |           | kościół klasztorny                                                  | kameduli               | ul. Konarowa 1            |
| 130. | Kościół św. Wojciecha                                                 |           | kościół rektoralny                                                  | –                      | Rynek Główny 2            |
| 131. | Kościół św. Wojciecha                                                 |           | kościół parafialny                                                  | –                      | ul. św. Wojciecha 4       |
| 132. | Kościół Wszystkich Świętych                                           |           | kościół parafialny                                                  | –                      | ul. Podbiałowa 6          |
| 133. | Kościół Zesłania Ducha Świętego                                       |           | kościół parafialny                                                  | –                      | ul. Rostworowskiego 13    |
| 134. | Kościół Zmartwychwstania Pańskiego                                    |           | kościół rektoralny                                                  | zmartwychwstańcy       | ul. Łobzowska 10          |
| 135. | Kościół Zmartwychwstania Pańskiego                                    |           | kościół klasztorny; kościół parafialny                              | zmartwychwstańcy       | ul. Szkolna 4             |
| 136. | Kościół Zwiastowania Najświętszej Maryi Panny                         |           | kościół klasztorny; kościół parafialny                              | kapucyni               | ul. Loretańska 11         |

#### Kaplice wolnostojące
| Nr  | Nazwa                                                   | Zdjęcie | Funkcja                                               | Adres                                                                   |
| --- | ------------------------------------------------------- | ------- | ----------------------------------------------------- | ----------------------------------------------------------------------- |
| 1.  | Kaplica św. Anny                                        |         | –                                                     | ul. Helclów 2 (DPS im. L. A. Helclów)                                   |
| 2.  | Kaplica bł. Bronisławy                                  |         | norbertanki                                           | al. Waszyngtona 1 (przy Kopcu Kościuszki)                               |
| 3.  | Kaplica Chrystusa Króla                                 |         | –                                                     | ul. Powstańców 48 (Cmentarz Batowicki)                                  |
| 4.  | Kaplica w Domu Prowincjalnym Mniszek Klarysek Kapucynek |         | klaryski kapucynki                                    | ul. Rżącka 15                                                           |
| 5.  | Kaplica w Domu Prowincjalnym Sióstr Nazaretanek         |         | nazaretanki                                           | ul. Nazaretańska 1                                                      |
| 6.  | Kaplica św. Jana Chrzciciela                            |         | –                                                     | ul. Dobrego Pasterza 117                                                |
| 7.  | Kaplica św. Jana Pawła II                               |         | –                                                     | ul. Bobrzyńskiego 8                                                     |
| 8.  | Kaplica bł. Jerzego Popiełuszki                         |         | –                                                     | ul. Agatowa 39                                                          |
| 9.  | Kaplica św. Józefa                                      |         | Siostry Matki Bożej Miłosierdzia                      | ul. Siostry Faustyny 3                                                  |
| 10. | Kaplica św. Józefa                                      |         | –                                                     | al. Waszyngtona (Cmentarz Salwatorski)                                  |
| 11. | Kaplica św. Małgorzaty i św. Judyty                     |         | –                                                     | ul. św. Bronisławy 8                                                    |
| 12. | Kaplica Matki Boskiej Częstochowskiej w Lasku Mogilskim |         | cystersi                                              | ul. Podbipięty (Lasek Mogilski)                                         |
| 13. | Kaplica Matki Boskiej Śnieżnej                          |         | –                                                     | ul. Bodzowska 9                                                         |
| 14. | Kaplica Rektoralna Matki Bożej Częstochowskiej          |         | –                                                     | ul. Babińskiego 29 (Szpital Specjalistyczny im. dr. Józefa Babińskiego) |
| 15. | Kaplica Matki Bożej Częstochowskiej                     |         | –                                                     | ul. Falista 2                                                           |
| 16. | Kaplica Matki Bożej Częstochowskiej                     |         | –                                                     | ul. Drużbackiej                                                         |
| 17. | Kaplica Najświętszego Serca Pana Jezusa                 |         | –                                                     | ul. Prądnicka 80 (Szpital im. Jana Pawła II)                            |
| 18. | Kaplica Najświętszego Serca Pana Jezusa                 |         | –                                                     | ul. Lubocka 52                                                          |
| 19. | Kaplica Najświętszej Duszy Chrystusa Pana               |         | Zgromadzenie Sióstr Najświętszej Duszy Chrystusa Pana | ul. Matki Pauli Zofii Tajber 1                                          |
| 20. | Kaplica Opatrzności Bożej                               |         | –                                                     | ul. Piłkarska 9                                                         |
| 21. | Kaplica św. Piotra i św. Pawła                          |         | –                                                     | ul. Madalińskiego 13                                                    |
| 22. | Kaplica Przemienienia Pańskiego                         |         | Córki św. Franciszka                                  | ul. Sosnowiecka 12                                                      |
| 23. | Kaplica św. Teresy z Lisieux                            |         | –                                                     | ul. Goryczkowa 3                                                        |
| 24. | Kaplica św. Trójcy                                      |         | –                                                     | ul. Twardowskiego                                                       |
| 25. | Kaplica Wniebowstąpienia Pańskiego                      |         | –                                                     | ul. Mała Góra (Cmentarz Bieżanów)                                       |
| 26. | Kaplica Wszystkich Świętych                             |         | –                                                     | al. Waszyngtona (Cmentarz Salwatorski)                                  |
| 27. | Kaplica w Wadowie                                       |         | –                                                     | ul. Jaskrowa                                                            |
| 28. | Kaplica Zmartwychwstania Pańskiego                      |         | –                                                     | ul. Rakowicka 26 (Cmentarz Rakowicki)                                   |

#### Kaplice w budynkach
| Nr  | Nazwa                                                           | Nadzór klerycki                    | Adres                                                                               |
| 1.  | Kaplica św. Antoniego                                           | franciszkanie                      | ul. Żółkiewskiego 14 (Dom Prowincjalny)                                             |
| 2.  | Kaplica Arcybractwa Miłosierdzia w Krakowie                     | Arcybractwo Miłosierdzia           | ul. Sienna 5                                                                        |
| 3.  | Kaplica św. Brata Alberta                                       | –                                  | ul. Wrocławska 1-3 (5 Wojskowy Szpital Kliniczny)                                   |
| 4.  | Kaplica św. Brata Alberta                                       | –                                  | ul. Nowaczyńskiego 1 (DPS im. św. Brat Alberta)                                     |
| 5.  | Kaplica Bożej Miłości                                           | Córki Bożej Miłości                | ul. Modrzewiowa 20 (Dom Generalny)                                                  |
| 6.  | Kaplica Bożej Miłości                                           | Córki Bożej Miłości                | ul. Pędzichów 16 (przedszkole nr 40 ss. Córek Bożej Miłości)                        |
| 7.  | Kaplica w Centrum Placówek Opiekuńczo-Wychowawczych św. Ludwiki | szarytki                           | ul. Piekarska 8                                                                     |
| 8.  | Kaplica Chrystusa Zmartwychwstałego                             | –                                  | ul. Zagórze 11                                                                      |
| 9.  | Kaplica Czartoryskich w Krakowie                                | –                                  | ul. Pijarska (Brama Floriańska)                                                     |
| 10. | Kaplica św. Daniela Comboni                                     | kombonianie                        | ul. Skośna 4                                                                        |
| 11. | Kaplica w Domu Sióstr Duchaczek                                 | duchaczki                          | ul. Lotnicza 4                                                                      |
| 12. | Kaplica w Domu Sióstr Felicjanek w Tyńcu                        | felicjanki                         | ul. Dziewiarzy 11                                                                   |
| 13. | Kaplica w Domu św. Jana Kantego                                 | Bractwo Kapłańskie Świętego Piotra | ul. Brzegowa 17                                                                     |
| 14. | Kaplica św. Franciszka                                          | –                                  | ul. Chałubińskiego 61a (DKCh im. św. Franciszka z Asyżu)                            |
| 15. | Kaplica św. Jana Pawła II                                       | –                                  | ul. Franciszkańska 1 (UPJPII w Krakowie)                                            |
| 16. | Kaplica Matki Bożej                                             | –                                  | ul. Mycielskiego 11 (Dworek w Łuczanowicach)                                        |
| 17. | Kaplica Matki Bożej Bolesnej                                    | serafitki                          | ul. Łowiecka 3 (Dom Generalny)                                                      |
| 18. | Kaplica Matki Bożej Bolesnej                                    | serafitki                          | ul. Grzegórzecka 40 (przedszkole nr 7 ss. serafitek)                                |
| 19. | Kaplica Matki Bożej Pośredniczki Wszystkich Łask                | Bractwo Kapłańskie św. Piusa X     | ul. Zdunów 24                                                                       |
| 20. | Kaplica Miłosierdzia Bożego                                     | sercanie                           | ul. Prądnicka 80 (Szpital Jana Pawła II)                                            |
| 21. | Kaplica Najświętszej Maryi Panny Królowej Różańca Świętego      | dominikanki                        | ul. Kasztanowa 36                                                                   |
| 22. | Kaplica SKCh im. Księdza Piotra Skargi                          | –                                  | ul. Augustiańska 28 (Stowarzyszenie Kultury Chrześcijańskiej im. ks. Piotra Skargi) |
| 23. | Kaplica Szkolna KLO im. Świętej Rodziny z Nazaretu              | –                                  | ul. Pędzichów 13 (KLO im. Świętej Rodziny z Nazaretu)                               |
| 24. | Kaplica Świętej Rodziny                                         | Urszulanki Unii Rzymskiej          | ul. Starowiślna 9 (Zespół klasztorny urszulanek w Krakowie)                         |
| 25. | Kaplica Uniwersytecka UPJPII przy ul. Bernardyńskiej            | –                                  | ul. Bernardyńska 3 (UPJPII w Krakowie)                                              |
| 26. | Kaplica Zgromadzenia Sióstr Felicjanek                          | felicjanki                         | ul. Kołłątaja 7 (ZO-L w Krakowie-Gregórzkach)                                       |
| 27. | Kaplica Zgromadzenia Sióstr Świętego Józefa                     | józefitki                          | ul. Moniuszki 8 (Dom Generalny Zgromadzenia Sióstr Świętego Józefa)                 |

#### Dawne kościoły
Lista obejmuje kościoły niezachowane bądź niepełniące swoich funkcji sakralnych.
| Nr  | Nazwa                                      | Tytuł, funkcja | Zakon                  | Lokalizacja                           |
| 1.  | Kościół „B”                                | –              | –                      | Wawel                                 |
| 2.  | Kościół św. Andrzeja                       | parafialny     | –                      | Tyniec                                |
| 3.  | Kościół św. Ducha                          | –              | duchacy                | Stare Miasto, plac św. Ducha          |
| 4.  | Kościół św. Filipa i św. Jakuba            | parafialny     | –                      | Kleparz, ul. św. Filipa               |
| 5.  | Kościół św. Gereona (Marii Egipcjanki)     | –              | –                      | Wawel                                 |
| 6.  | Kościół św. Gertrudy                       | cmentarny      | –                      | ul. św. Gertrudy                      |
| 7.  | Kościół św. Jadwigi                        | –              | bożogrobcy             | Stradom, ul. Stradomska               |
| 8.  | Kościół św. Jakuba Apostoła                | parafialny     | –                      | Kazimierz (Kraków), ul. Skawińska     |
| 9.  | Kościół św. Jerzego                        | kolegiata      | –                      | Wawel                                 |
| 10. | Kościół św. Kazimierza                     | –              | reformaci              | Garbary                               |
| 11. | Kościół św. Krzyża                         | –              | benedyktyni            | Kleparz, pl. Słowiański               |
| 12. | Kościół św. Leonarda                       | szpitalny      | –                      | Kazimierz                             |
| 13. | Kościół św. Macieja i Mateusza             | –              | jezuici                | Stare Miasto, pl. Szczepański         |
| 14. | Kościół św. Marii Magdaleny                | parafialny     | –                      | Stare Miasto, pl. Marii Magdaleny     |
| 15. | Kościół św. Michała                        | kolegiata      | –                      | Wawel                                 |
| 16. | Kościół św. Michała                        | –              | karmelici bosi         | Stare Miasto, ul. Poselska            |
| 17. | Rotunda Najświętszej Marii Panny           | –              | –                      | Wawel                                 |
| 18. | Kościół Najświętszej Marii Panny na Żłobku | –              | bernardyni, bazylianie | Stare Miasto, ul. św. Jana            |
| 19. | Kościół św. Piotra                         | –              | –                      | Stare Miasto, ul. Grodzka             |
| 20. | Kościół św. Piotra Małego                  | –              | jezuici                | Garbary, ul. Łobzowska                |
| 21. | Kościół przy bastionie Władysława IV       | –              | –                      | Wawel                                 |
| 22. | Kościół przy Baszcie Sandomierskiej        | –              | –                      | Wawel                                 |
| 23. | Kaplica św. Rocha                          | szpitalna      | –                      | Stare Miasto, pl. św. Ducha           |
| 24. | Kościół św. Scholastyki                    | –              | benedyktynki           | Stare Miasto, ul. św. Krzyża          |
| 25. | Kościół św. Sebastiana i Rocha             | szpitalny      | –                      | ul. św. Sebastiana                    |
| 26. | Kościół św. Szczepana                      | parafialny     | jezuici                | Stare Miasto, pl. Szczepański         |
| 27. | Kościół św. Szymona i Judy                 | –              | –                      | Kleparz, ul. Warszawska               |
| 28. | Kościół św. Tomasza                        | –              | –                      | Stare Miasto, ul. Stolarska           |
| 29. | Kościół św. Urszuli                        | szpitalny      | bonifratrzy            | Stare Miasto, ul. św. Jana            |
| 30. | Kościół św. Walentego                      | szpitalny      | –                      | Kleparz, ul. Długa                    |
| 31. | Kościół św. Wawrzyńca                      | parafialny     | –                      | Kazimierz, ul. św. Wawrzyńca          |
| 32. | Kościół Wszystkich Świętych                | parafialny     | –                      | Stare Miasto, pl. Wszystkich Świętych |
| 33. | Kościół św. Zofii                          | –              | –                      | Kazimierz, Skałka                     |

### Kościół greckokatolicki
| Nazwa                                | Zdjęcie | Funkcja            | Nadzór klerycki            | Adres              |
| ------------------------------------ | ------- | ------------------ | -------------------------- | ------------------ |
| Cerkiew Podwyższenia Krzyża Świętego |         | cerkiew parafialna | –                          | ul. Wiślna 11      |
| Kaplica św. Józefa Oblubieńca NMP    |         | kaplica            | józefitki greckokatolickie | ul. Hoffmanowej 16 |

### Kościół starokatolicki (polskokatolicki)
| Nazwa                                          | Zdjęcie | Funkcja            | Nadzór                  | Adres             |
| ---------------------------------------------- | ------- | ------------------ | ----------------------- | ----------------- |
| Kaplica Wniebowstąpienia Pańskiego             |         | kaplica parafialna | Kościół Polskokatolicki | ul. Friedleina 8  |
| Kaplica Wniebowzięcia Najświętszej Maryi Panny |         | kaplica parafialna | Kościół Polskokatolicki | ul. Miechowity 19 |

## Świątynie prawosławne
| Nazwa                                      | Zdjęcie | Funkcja            | Nadzór                                    | Adres            |
| ------------------------------------------ | ------- | ------------------ | ----------------------------------------- | ---------------- |
| Cerkiew Zaśnięcia Najświętszej Maryi Panny |         | cerkiew parafialna | Polski Autokefaliczny Kościół Prawosławny | ul. Szpitalna 24 |

## Świątynie protestanckie
|     | Nazwa                                                                        | Zdjęcie | Nadzór                                                         | Adres                          |
| --- | ---------------------------------------------------------------------------- | ------- | -------------------------------------------------------------- | ------------------------------ |
| 1.  | Kościół św. Marcina                                                          |         | Kościół Ewangelicko-Augsburski                                 | ul. Grodzka 58                 |
| 2.  | Kaplica Ewangelicko-Metodystyczna w Krakowie                                 |         | Kościół Ewangelicko-Metodystyczny                              | ul. Długa 3                    |
| 3.  | Dom modlitwy Zboru Kościoła Adwentystów Dnia Siódmego w Krakowie             |         | Kościół Adwentystów Dnia Siódmego                              | ul. Lubelska 25                |
| 4.  | Dom modlitwy Zboru Kościoła Adwentystów Dnia Siódmego w Krakowie-Nowej Hucie |         | Kościół Adwentystów Dnia Siódmego                              | os. Teatralne 24               |
| 5.  | Kaplica I Zboru Kościoła Chrześcijan Baptystów w Krakowie                    |         | Kościół Chrześcijan Baptystów                                  | ul. Wyspiańskiego 4            |
| 6.  | Kaplica III Zboru Kościoła Chrześcijan Baptystów w Krakowie                  |         | Kościół Chrześcijan Baptystów                                  | os. Wysokie 22                 |
| 7.  | Kościół Słowa w Krakowie                                                     |         | Kościół Chrześcijan Baptystów                                  | ul. Wrocławska 8a/3            |
| 8.  | Kaplica Zboru Kościoła Zielonoświątkowego Kraków-Nowa Huta                   |         | Kościół Zielonoświątkowy                                       | os. Willowe 29                 |
| 9.  | Kościół Dla Miasta Krakowa                                                   |         | Kościół Zielonoświątkowy                                       | ul. Berka Joselewicza 28       |
| 10. | Kościół Jezusa Chrystusa w Krakowie                                          |         | Kościół Boży w Polsce                                          | ul. Golikówka 12               |
| 11. | Kaplica Kościoła Chrześcijańskiego „Nowa Nadzieja” w Krakowie                |         | Kościół Boży w Polsce                                          | ul. Berka Joselewicza 21       |
| 12. | Kaplica Kościoła Bożego „Syloe”                                              |         | Kościół Boży w Polsce                                          | os. Urocze 11                  |
| 13. | Kaplica Kościoła Bożego „Dom Miłosierdzia”                                   |         | Kościół Boży w Polsce                                          | ul. Dukatów 2                  |
| 14. | Kaplica Chrześcijańskiej Wspólnoty Bezdomnych „Dom Łazarza”                  |         | Kościół Boży w Polsce                                          | ul. Nowogródzka 8              |
| 15. | Kościół „Chrystus Królem”                                                    |         | Kościół Boży w Chrystusie                                      | ul. Kamienna 43                |
| 16. | Iris Global Kraków                                                           |         | Kościół Boży w Chrystusie                                      | ul. Krowoderska 74/13          |
| 17. | Kościół Nazarejczyka w Krakowie (Kraków International Church)                |         | Kościół Nazarejczyka                                           | ul. Zabłocie 25/2              |
| 18. | Kaplica Kościoła Ewangelicznego „Misja Łaski” w Krakowie                     |         | Kościół Ewangeliczny „Misja Łaski”                             | ul. Kazimierza Wielkiego 112/2 |
| 19. | Kaplica Ewangelicznego Kościoła Metodystycznego w Krakowie                   |         | Ewangeliczny Kościół Metodystyczny w Rzeczypospolitej Polskiej | ul. Dwernickiego 5             |
| 20. | Kaplica Kościoła Chrześcijańskiego w Krakowie                                |         |                                                                | ul. Królewska 2                |
| 21. | Kościół Bożego Królestwa w Krakowie                                          |         | Kościół Chrześcijan Pełnej Ewangelii „Obóz Boży”               | ul. Żmujdzka 31/5              |
| 22. | Kościół Chrześcijański „Dobra Nowina”                                        |         |                                                                | os. Złotej Jesieni 7           |

## Sale Królestwa Świadków Jehowy
| Obiekt                         | Zdjęcie | Zbory | Adres                |
| ------------------------------ | ------- | --- | -------------------- |
| Sala Królestwa Świadków Jehowy |         | Kraków–Bieńczyce, Kraków–Na Lotnisku, Kraków–Piastów, Kraków–Rakowice, Kraków–Rosyjski–Północ, Kraków–Stalowe, Kraków–Tysiąclecia, Kraków–Ukraiński–Wschód, Kraków–Urocze | ul. Fatimska 63      |
| Sala Królestwa Świadków Jehowy |         | Kraków–Opatkowice, Kraków–Podgórze, Kraków–Rosyjski–Południe, Kraków–Ukraiński–Zachód, Kraków–Ruczaj, Kraków–Salwator                                                     | ul. Kobierzyńska 88A |
| Sala Królestwa Świadków Jehowy |         | Kraków–Azory, Kraków–Krowodrza, Kraków–Łobzów | ul. Na Polach 36a    |
| Sala Królestwa Świadków Jehowy |         | Kraków–Kozłówek, Kraków–Prokocim, Kraków–Wola Duchacka | ul. Nadzieja 27a     |
| Sala Królestwa Świadków Jehowy |         | Kraków–Angielski, Kraków–Hiszpański, Kraków–Prądnik–Grzegórzki, Kraków–Migowy, Kraków–Stare Miasto                                                                        | ul. Semperitowców 14 |

## Synagogi
W sekcji umieszczono tylko czynne synagogi.
| Świątynia       | Zdjęcie | Kahał                                | Adres          |
| --------------- | ------- | ------------------------------------ | -------------- |
| Synagoga Remuh  |         | Gmina Wyznaniowa Żydowska w Krakowie | ul. Szeroka 40 |
| Synagoga Tempel |         | Gmina Wyznaniowa Żydowska w Krakowie | ul. Miodowa 24 |

## Meczety
| Świątynia               | Zdjęcie | Nadzór                | Adres                 |
| ----------------------- | ------- | --------------------- | --------------------- |
| Centrum Muzułmańskie I  |         | Liga Muzułmańska w RP | ul. Sobieskiego 10/30 |
| Centrum Muzułmańskie II |         | Liga Muzułmańska w RP | ul. Groszkowa 3A      |

## Świątynie buddyjskie
| Świątynia                                             | Zdjęcie | Adres               |
| ----------------------------------------------------- | ------- | ------------------- |
| Buddyjski Związek Diamentowej Drogi Linii Karma Kagyu |         | ul. Stattlera 5     |
| Instytut Wiedzy o Tożsamości „Misja Czaitanii”        |         | ul. Biskupia 10     |
| Misja Buddyjska – Trzy Schronienia w Polsce           |         | ul. Mogilska 58/40  |
| Sanga Zen uczniów Mistrza Kaisena                     |         | ul. Królewska 15    |
| Szkoła Zen Kwan Um w Polsce                           |         | ul. Stradomska 17/4 |
| Wspólnota Buddyjska Triratna                          |         | ul. Augustiańska 4  |

## Inne obiekty sakralne
| Obiekt                                                            | Zdjęcie | Adres             |
| ----------------------------------------------------------------- | ------- | ----------------- |
| Dom spotkań Kościoła Jezusa Chrystusa Świętych w Dniach Ostatnich |         | ul. Prądnicka 4   |
| Dom modlitwy Świeckiego Ruchu Misyjnego „Epifania”                |         | ul. Duża Góra 7   |
| Kaplica zboru Zrzeszenia Wolnych Badaczy Pisma Świętego           |         | ul. Nad Serafą 27 |